# Grand Plaza Shopping
Grand Plaza Shopping (B3: ABCP11), antigo ABC Plaza Shopping, é o maior shopping center do ABC Paulista. Situa-se na cidade de Santo André, na Região Metropolitana de São Paulo, estado de São Paulo, Brasil. O Shopping foi construído no terreno das antigas fábricas da General Electric e Black & Decker.
Figurando entre os 15 maiores shopping centers do Brasil, com 74 mil metros quadrados de área bruta locável (ABL), o Grand Plaza recebe mensalmente 1,35 milhão pessoas. O shopping conta com 340 lojas e mais de 7 mil metros quadrados de área de lazer, composta por 10 salas de cinema Cinemark, 24 pistas de boliche e parque infantil Playcenter Family. Além do centro de compras, o complexo conta ainda com: centro empresarial, supermercado e shopping de carros. Foi reinaugurado em 11 de outubro de 2012, após um processo de ampliação..

## Prêmios

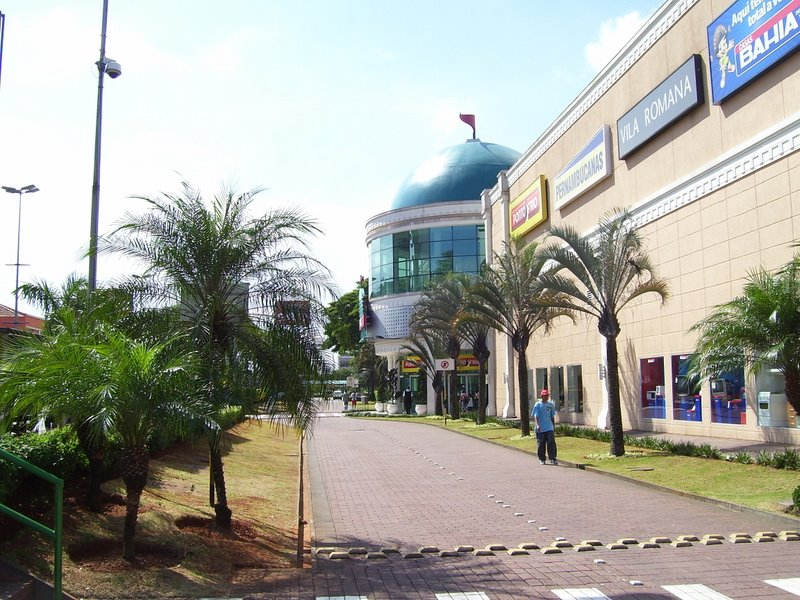
Panoramio Do Shopping

O shopping conquistou o prêmio "Top of Mind do Diário do Grande ABC" em 2007 e 2008, prêmio Associação Brasileira de Shopping Centers (ABRASCE) de excelência em gestão de 2006, "Top of Brands" da Universidade Metodista, além do "Premium Shopping 2007", conferido pela Associação Brasileira dos Lojistas de Shopping (ALSHOP), na categoria marketing institucional.

## Sustentabilidade
O Grand Plaza Shopping, antigo ABC Plaza, foi o primeiro shopping center da Grande São Paulo a implantar o sistema de reúso de água, que permite reaproveitar parte da água utilizada, para rega de jardins, descarga sanitária e lavagem de pisos. Lançada em janeiro de 2008, a estação utiliza a tecnologia canadense Deep Shaft, que permite receber e tratar 3.000 m³ de água por mês, gerando uma economia de 22% no consumo de água.